# Посёлок совхоза «Будённовец»
совхоза «Буденновец» — посёлок в Дмитровском районе Московской области России. До 1954 — центр Даниловского сельсовета. В 1994—2006 годах посёлок был центром Якотского сельского округа, в 2006-2018 годах административный центр сельского поселения Якотское. 

## Название
До 1931 года Даниловский посёлок и Даниловская слобода, ещё раньше село Даниловское.

## География
Посёлок расположен в северо-восточной части района, примерно в 7 км к северо-востоку от Дмитрова, на реке Вожжа (левый приток Якоти). Высота центра над уровнем моря 175 м.
Ближайшие населённые пункты — деревня Торговцево на северо-востоке, деревня Овсянниково на востоке и посёлок Кузнецово на юге. Посёлок Рыбное и село Жестылёво находится на севере.

## История
Село Даниловское Повельского стана по переписным книгам 7136 года (1628 г.) в XVII веке числилось за князем Иваном Ивановичем Шуйским (старинная вотчина Шуйских). Также упоминается как Никольское, так как в селе была деревянная Никольская церковь.
Даниловское ранее входило в состав Тимоновской волости.
Село Даниловское указано в 1770 году на карте Кусова уездов Московской губернии XVIII.
Ранее село на месте поселка называлось Даниловское или Даниловская Слобода. Здесь находилась усадьба Даниловское Голицыных. От села сохранилась Никольская церковь 1771 года постройки работы крепостного архитектора М. Я. Агафонова.
В ближайшую вотчину Голицыных входили: село Пересветово с деревнями Тендиково, Прудцы, Шепелево и село Фёдоровское с деревнями Бирлово, Ярово, Митькино.
На 1926 год согласно Всесоюзной переписи в Даниловском посёлке проживало 27 мужчин и 29 женщин (56 человек) в 15 хозяйствах. В Даниловской слободе проживало 78 мужчин и 100 женщин (178 человек) в 36 хозяйствах. До формирования усадьбы совхоза, Данилово можно было распределить на усадьбу Голицыных (Даниловский посёлок) и Даниловскую слободу.
На 1926 год в Даниловский сельсовет входили: Даниловский посёлок, Даниловская слобода, Малое Прокошево, Овсянниково, Власково, Постниково.

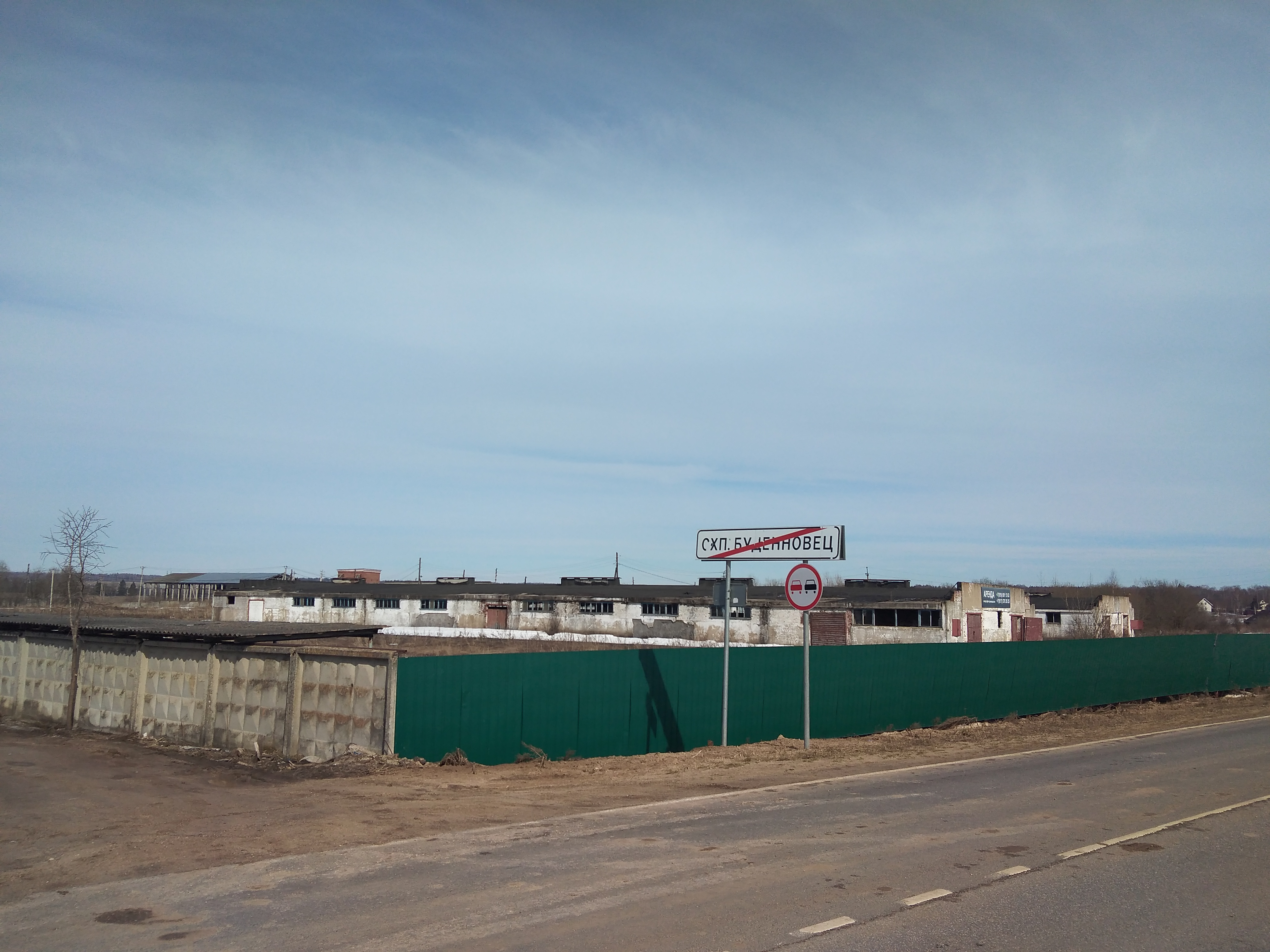
Здания бывшего свиноводческого комплекса совхоза «Будённовец»

7 октября 1931 года был образован посёлок совхоза «Дмитровский» Даниловского сельсовета. 1 мая 1932 года посёлок совхоза «Дмитровский» был переименован в посёлок совхоза «Будённовец» Даниловского сельсовета.
Для посёлка совхоза была заложена усадьба. Усадьбы совхоза (жилой сектор) слилась с усадьбой Голицыных.
В 1954 году поселения бывшего Даниловского сельсовета входят в состав Внуковского, а в 1958 году — в состав Якотского сельсовета.
В конце 1950-х годов расформирование всех колхозов и сельсоветов и образование укрупнённого Якотского сельсовета и одного совхоза «Будённовец». Все поселения Якотского сельсовета, кроме посёлка Рыбное, входили в территорию совхоза.
С 1958 по 1994 год посёлок был центром Якотского сельсовета.
Южнее Постниково ранее на притоках Вожжи располагались деревни Прокошево и Васюково. Но, видимо, посчитались неперспективными и были расформированы. На Топографической карте Московской области 1959 года они ещё обозначены.

## Текущее состояние дворянской усадьбы
Данная небольшая усадьба находится в плохом состоянии. Кирпичный двухэтажный усадебный дом не реставрировался, стоит без крыши и окон. Примыкающий к усадебному дому сохранившийся флигель, на данный момент используется под магазин и отделение почты.
На месте небольшой липовой рощи (сквера), возле Никольской церкви, располагается дом церковнослужителя (Парковая, 8).
Сохранились квадратный пруд возле церкви и небольшой каскад прудов, уходящих вниз к речке Вожжа.

## Население
| 2002 | 2006  | 2010  |
| ---- | ----- | ----- |
| 1172 | ↗1182 | ↗1268 |

## Инфраструктура
В посёлке действует Будёновская начальная школа-детский сад (филиал Рыбненской средней школы). Работает отделение почты № 141820.

## Транспорт
От Дмитрова в посёлок ходят автобусы маршрутов: № 40 (с заездом) и № 53.

## Галерея

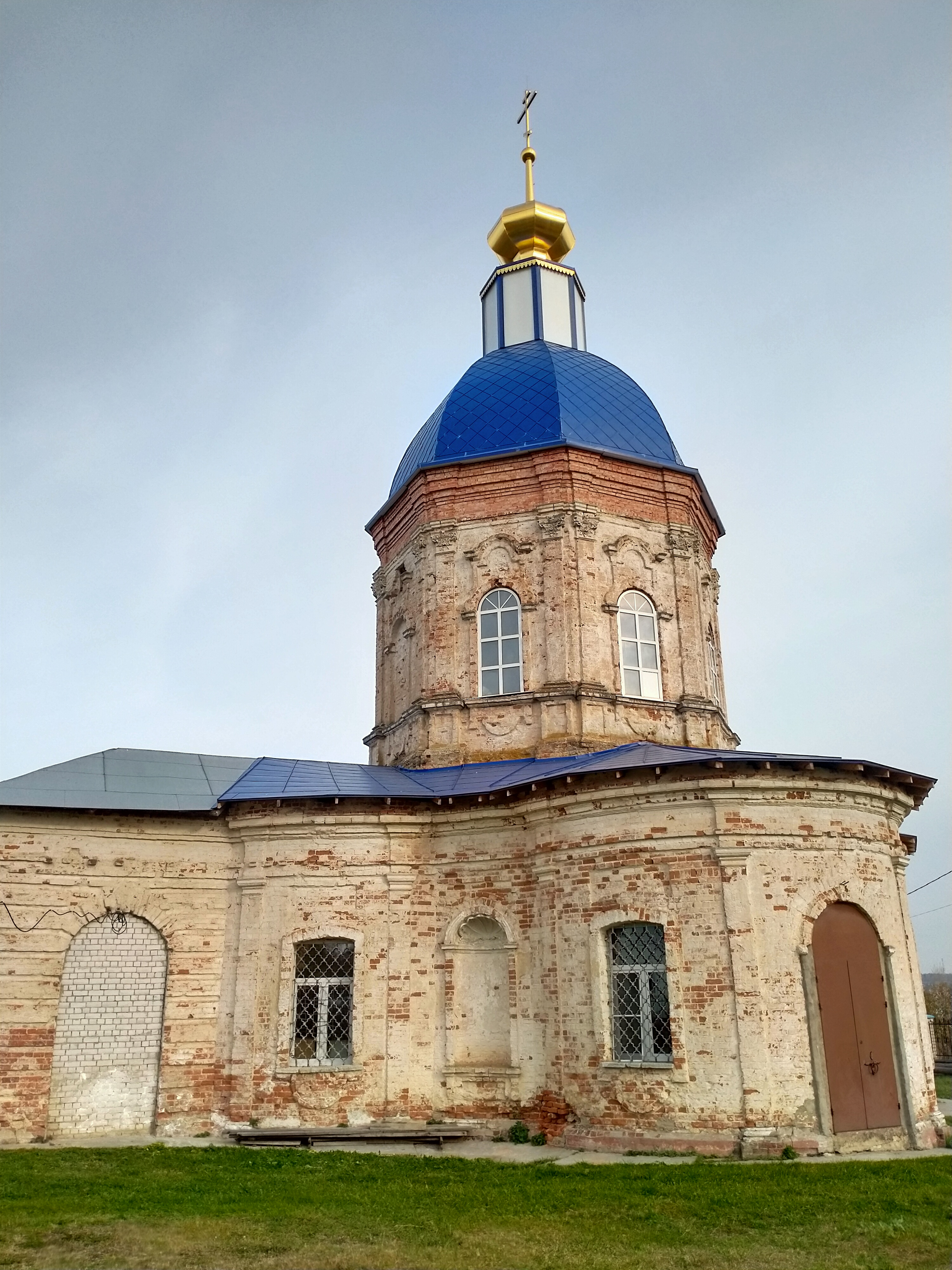
Никольская церковь
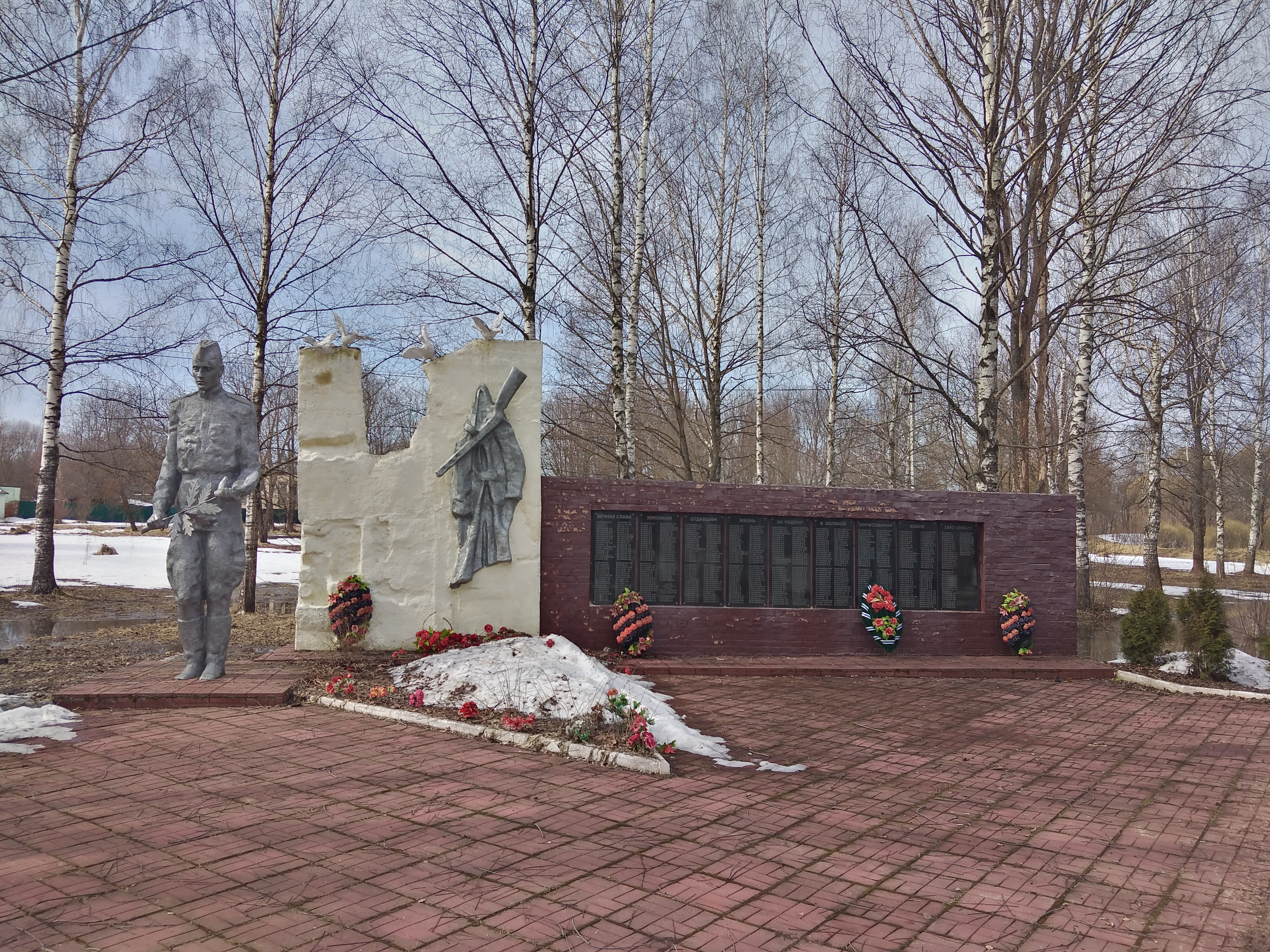
Мемориал жителей Даниловское, погибших в годы ВОВ
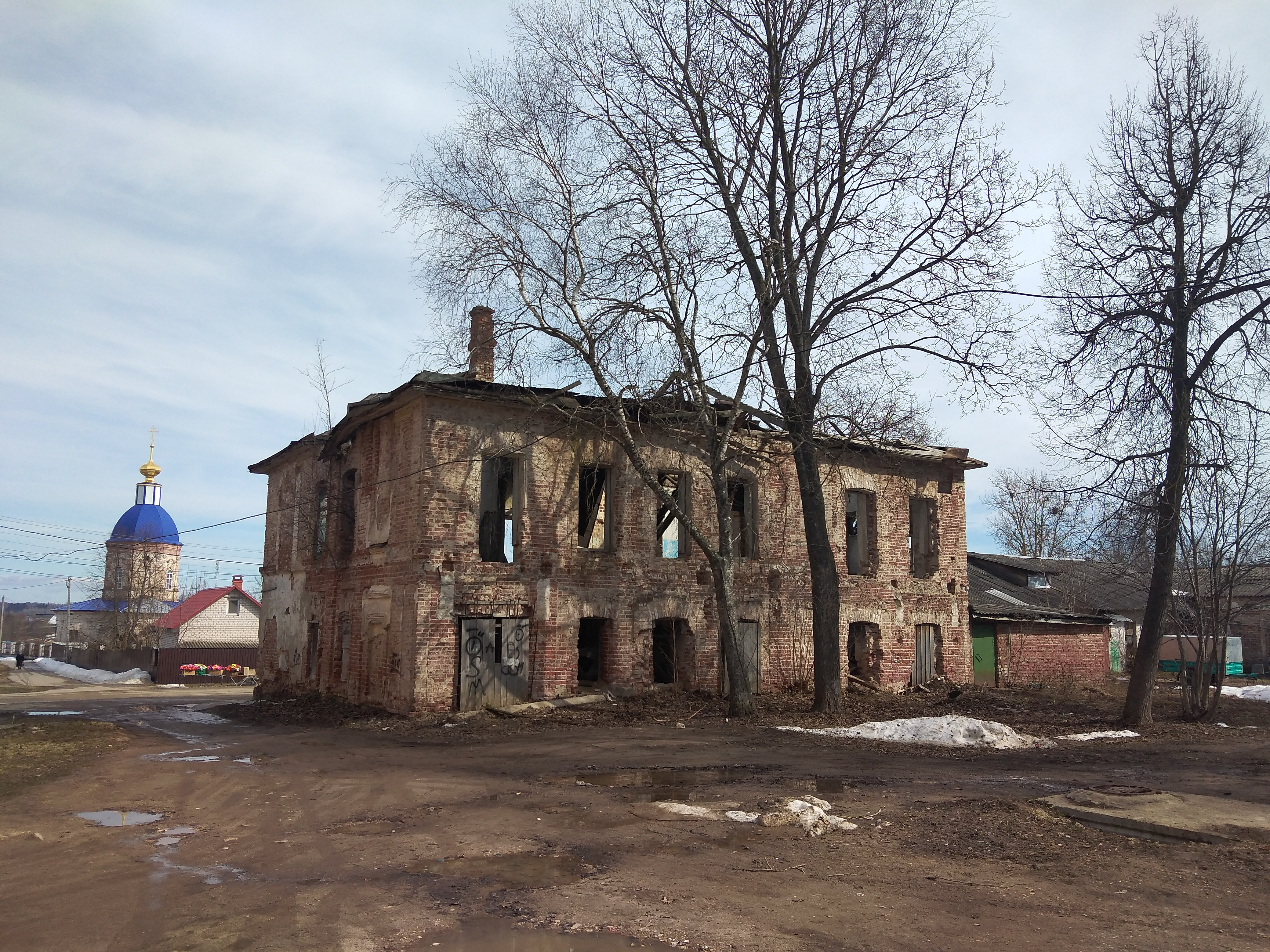
Усадебный дом с флигелем и Никольская церковь в бывшем селе Даниловском
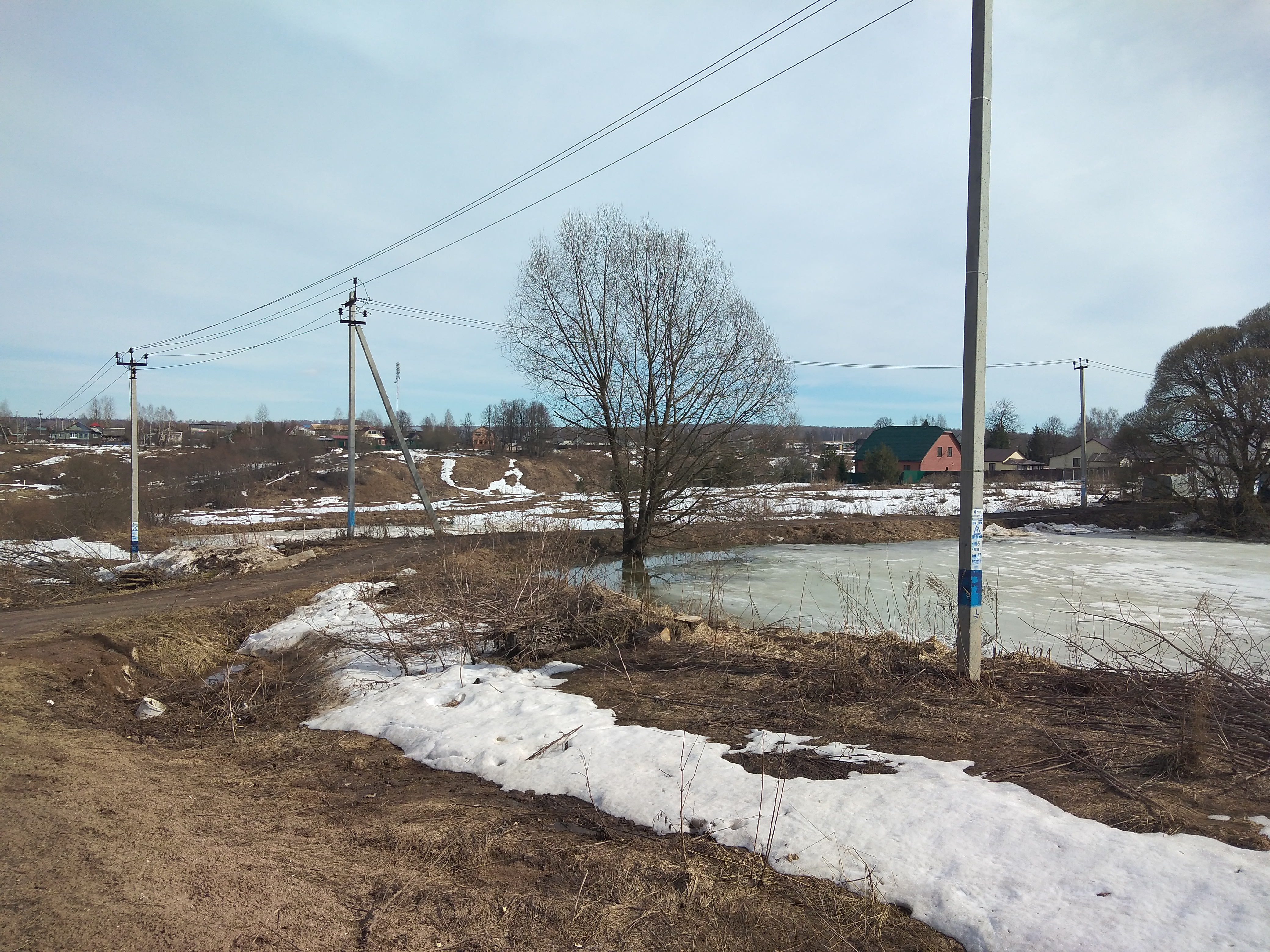
Каскад прудов бывшей усадьбы Даниловское на притоке речки Вожжа